# Vi lượng đồng căn

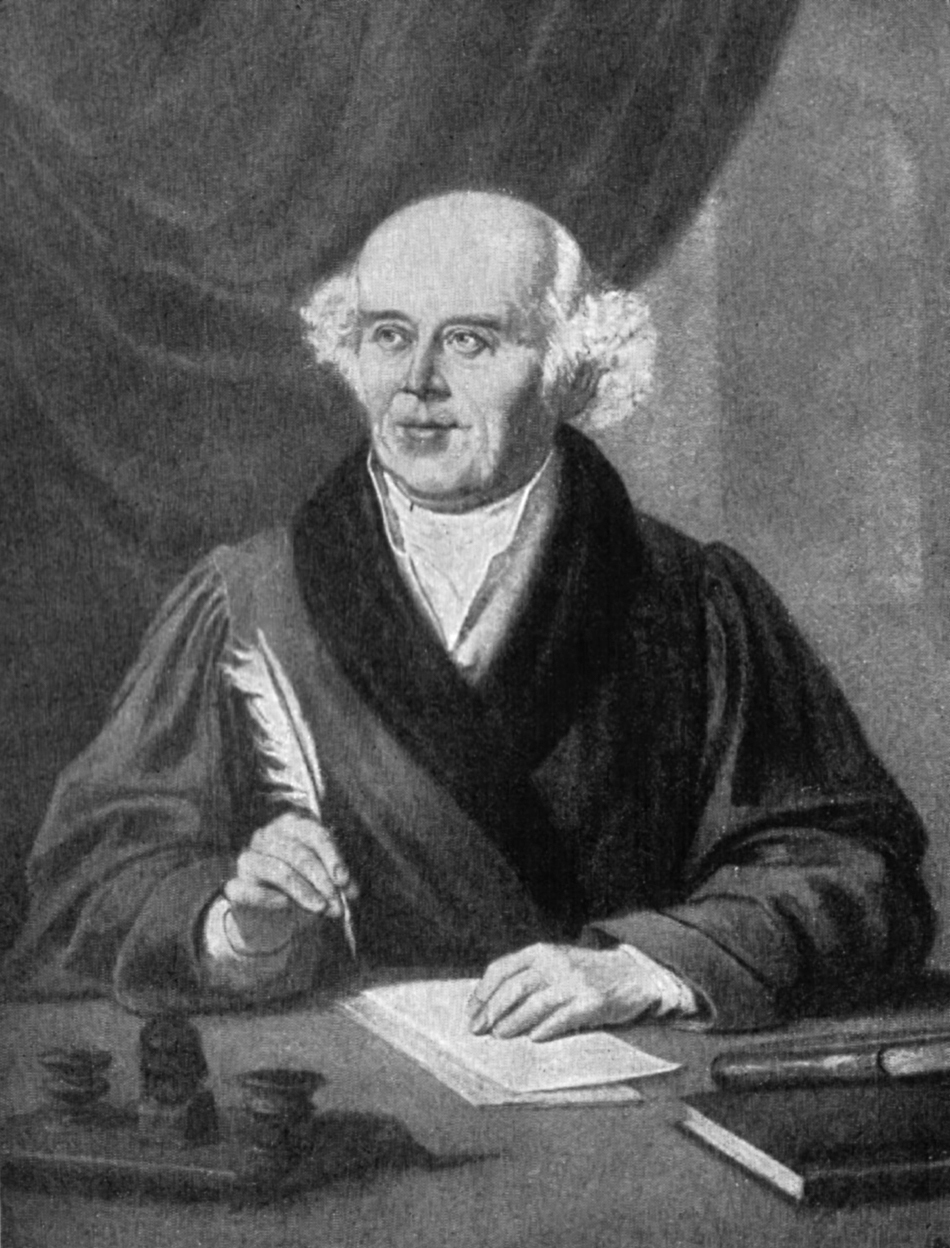
Samuel Hahnemann, người phát minh ra vi lượng đồng căn liệu pháp.

Vi lượng đồng căn hay vi lượng đồng căn liệu pháp (tiếng Anh: Homeopathy, ghép từ tiếng Hy Lạp: ὅμοιος hómoios, 'tương tự' và πάθος páthos, 'sự đau đớn') là một phương pháp y học thay thế điều trị bệnh nhân bị mắc một bệnh nào đó bằng cách sử dụng những chế phẩm được pha loãng mà những chế phẩm này cũng gây ra các triệu chứng cho một người bình thường giống như là triệu chứng của chính căn bệnh cần chữa gây ra. Những bằng chứng khoa học cho rằng vi lượng đồng căn chỉ là một giả dược nhằm làm yên lòng bệnh nhân chứ nó không có tác dụng chữa trị 
Trong vi lượng đồng căn liệu pháp, thuật ngữ phương thuốc (tiếng Anh: remedy) được hiểu là một chất đã được pha chế với một quy trình cụ thể và dự định cho bệnh nhân sử dụng, chứ nó không có nghĩa là "một loại thuốc hay một liệu pháp chữa bệnh hoặc làm giảm đau".
Nguyên tắc cơ bản của vi lượng đồng căn là "quy luật của những mối tương đồng" (law of similars) nghĩa là "hãy để cho những thứ giống nhau chữa cho nhau" ("let like be cured by like"). Định luật do chính bác sĩ người Đức Samuel Hahnemann đưa ra lần đầu tiên vào năm 1796, đó chỉ là một lời khẳng định chưa được chứng minh, và không phải là một quy luật thực sự của tự nhiên dựa trên cơ sở của phương pháp khoa học. Các thuốc của vi lượng đồng căn được điều chế bằng cách pha loãng dần dần các chất trên một máy đàn hồi lắc mạnh, gọi là succussion (máy dao động). Mỗi một bước pha loãng bằng một succession tương ứng được giả định là để làm tăng hiệu quả. Quá trình này gọi là potentization. Pha loãng được tiếp tục thực hiện cho đến khi không còn các chất ban đầu. Người chữa trị theo phương pháp vi lượng đồng căn sẽ xem xét các triệu chứng, ngoài ra còn các khía cạnh khác như trạng thái thể chất và tâm lý của bệnh nhân, rồi sau đó tra cứu trong các sách tham khảo của vi lượng đồng căn để lựa chọn một loại thuốc nào đó dựa vào tất cả những triệu chứng.
Trong khi có một số nghiên cứu cá nhân cho ra kết quả tích cực, thì những đánh giá có hệ thống từ các thử nghiệm đã được công bố không chứng minh được hiệu quả của vi lượng đồng căn. Hơn nữa, những thử nghiệm chất lượng cao hơn có xu hướng cho ra các kết quả ít tích cực, và hầu hết các nghiên cứu tích cực đã không được thực hiện lại hoặc có vấn đề về phương pháp luận đã làm ngăn cản việc cân nhắc những bằng chứng hiệu quả rõ ràng của liệu pháp vi lượng đồng căn.

### Video
- Randi J, "Homeopathy Explained: 14 minute portion of 2001 lecture at Princeton University", Bản sao đã lưu trữ, Bản gốc lưu trữ ngày 22 tháng 4 năm 2008, truy cập ngày 19 tháng 12 năm 2011 (Complete lecture Lưu trữ ngày 22 tháng 4 năm 2008 tại Wayback Machine)
- Fisher, P., Goldacre, B., "Does homeopathy work? A debate on the evidence on both sides",  http://www.nhm.ac.uk/nature-online/life/plants-fungi/homeopathic-medicine/index.html {{Chú thích}}: |title= trống hay bị thiếu (trợ giúp)Quản lý CS1: nhiều tên: danh sách tác giả (liên kết)

### Hiệp hội
- Homeopathy organizations trên DMOZ